# اچ‌ام‌اس دینفس (۱۹۰۷)
اچ‌ام‌اس دینفس (۱۹۰۷) (به انگلیسی: HMS Defence (1907)) یک کشتی بود که طول آن ۴۹۰ فوت (۱۴۹٫۴ متر) بود. این کشتی در سال ۱۹۰۷ ساخته شد.